# Elfenbenskusten i olympiska sommarspelen 2008
 Elfenbenskusten i olympiska sommarspelen 2008 bestod av 22 idrottare som blivit uttagna av Elfenbenskustens olympiska kommitté.

## Fotboll
- Huvudartikel: Fotboll vid olympiska sommarspelen 2008
- Herrar

| Nr          | Namn                       | Klubb                 | Födelsedag | SM        | Mål       |           | Gult kort · Gult kort · Rött kort | Rött kort |
| Målvakter   | Målvakter                  | Målvakter             | Målvakter  | Målvakter | Målvakter | Målvakter | Målvakter                         | Målvakter |
| ----------- | -------------------------- | --------------------- | ---------- | --------- | --------- | --------- | --------------------------------- | --------- |
| 1           | Vincent de Paul Angban     | ASEC Mimosas          | 23         | 0         | 0         | 0         | 0                                 | 0         |
| 16          | Christian Fabrice Okoua    | Africa Sports         | 16         | 0         | 0         | 0         | 0                                 | 0         |
| Försvarare  |                            |                       |            |           |           |           |                                   |           |
| 2           | Serges Wawa                | ASEC Mimosas          | 22         | 0         | 0         | 0         | 0                                 | 0         |
| 3           | Ousmane Viera Diarrassouba | CFR Cluj              | 21         | 0         | 0         | 0         | 0                                 | 0         |
| 4           | Souleymane Bamba           | Dunfermline           | 23         | 0         | 0         | 0         | 0                                 | 0         |
| 5           | Angoua Brou Benjamin       | Budapest Honvéd       | 21         | 0         | 0         | 0         | 0                                 | 0         |
| 12          | Mamadou Bagayoko           | Africa Sports         | 18         | 0         | 0         | 0         | 0                                 | 0         |
| 15          | Mekeme Tamla Ladji         | Beveren               | 22         | 0         | 0         | 0         | 0                                 | 0         |
| Mittfältare |                            |                       |            |           |           |           |                                   |           |
| 6           | Hervé Kambou               | Charleroi             | 23         | 0         | 0         | 0         | 0                                 | 0         |
| 7           | Kafoumba Coulibaly         | Nice                  | 22         | 0         | 0         | 0         | 0                                 | 0         |
| 10          | Emmanuel Koné              | CFR Cluj              | 21         | 0         | 0         | 0         | 0                                 | 0         |
| 11          | Anthony Moura-Komenan      | Libourne-Saint-Seurin | 22         | 0         | 0         | 0         | 0                                 | 0         |
| 17          | Antoine N'Gossan           | ASEC Mimosas          | 17         | 0         | 0         | 0         | 0                                 | 0         |
| Anfallare   |                            |                       |            |           |           |           |                                   |           |
| 8           | Salomon Kalou              | Chelsea               | 22         | 0         | 0         | 0         | 0                                 | 0         |
| 9           | Franck Dja Djedje          | Grenoble              | 22         | 0         | 0         | 0         | 0                                 | 0         |
| 13          | Abraham Guié Guié          | Budapest Honvéd       | 22         | 0         | 0         | 0         | 0                                 | 0         |
| 14          | Gervais Yao Kouassi        | Le Mans               | 21         | 0         | 0         | 0         | 0                                 | 0         |
| 18          | Sekou Cissé                | Roda                  | 23         | 0         | 0         | 0         | 0                                 | 0         |
| Coach       |                            |                       |            |           |           |           |                                   |           |
|             | Gérard Gili                |                       | 55         |           |           |           |                                   |           |

- Grupp A

| Lag             | S | V | O | F | GM | IM | MS | P |
| --------------- | - | - | - | - | -- | -- | -- | - |
| Argentina       | 3 | 3 | 0 | 0 | 5  | 1  | +4 | 9 |
| Elfenbenskusten | 3 | 2 | 0 | 1 | 6  | 4  | +2 | 6 |
| Australien      | 3 | 0 | 1 | 2 | 1  | 3  | −2 | 1 |
| Serbien         | 3 | 0 | 1 | 2 | 3  | 7  | −4 | 1 |

|       | 2008-08-07 | Elfenbenskusten U23 | 1 – 2     | Argentina U23        | Shanghai Stadium, Shanghai                      |                                                 |
| 19.45 | 19.45      | Cissé 53′           | (Rapport) | Messi 43′ Acosta 86′ | Publik: 43 266 Domare: Wolfgang Stark, Tyskland | Publik: 43 266 Domare: Wolfgang Stark, Tyskland |
| 19.45 | 19.45      |                     |           |                      | Publik: 43 266 Domare: Wolfgang Stark, Tyskland | Publik: 43 266 Domare: Wolfgang Stark, Tyskland |
| 19.45 | 19.45      |                     |           |                      | Publik: 43 266 Domare: Wolfgang Stark, Tyskland | Publik: 43 266 Domare: Wolfgang Stark, Tyskland |

|       | 2008-08-10 | Serbien U23             | 2 – 4     | Elfenbenskusten U23                                   | Shanghai Stadium, Shanghai                            |                                                       |
| 19.45 | 19.45      | Mrdaković 16′ Rakić 90′ | (Rapport) | Cissé 3′ Rajković 24′ (sjm.) Kalou 70′ Gervinho 90+3′ | Publik: 38 320 Domare: Roberto Moreno Salazar, Panama | Publik: 38 320 Domare: Roberto Moreno Salazar, Panama |
| 19.45 | 19.45      |                         |           |                                                       | Publik: 38 320 Domare: Roberto Moreno Salazar, Panama | Publik: 38 320 Domare: Roberto Moreno Salazar, Panama |
| 19.45 | 19.45      |                         |           |                                                       | Publik: 38 320 Domare: Roberto Moreno Salazar, Panama | Publik: 38 320 Domare: Roberto Moreno Salazar, Panama |

|       | 2008-08-13 | Elfenbenskusten U23 | 1 – 0     | Australien U23 | Tianjin Olympic Center Stadium, Tianjin  |                                          |
| 19.45 | 19.45      | Kalou 81′           | (Rapport) |                | Publik: 50 437 Domare: Jair Marrufo, USA | Publik: 50 437 Domare: Jair Marrufo, USA |
| 19.45 | 19.45      |                     |           |                | Publik: 50 437 Domare: Jair Marrufo, USA | Publik: 50 437 Domare: Jair Marrufo, USA |
| 19.45 | 19.45      |                     |           |                | Publik: 50 437 Domare: Jair Marrufo, USA | Publik: 50 437 Domare: Jair Marrufo, USA |

- Slutspel

|  | Kvartsfinal | Kvartsfinal         | Kvartsfinal   |               |               | Semifinal     | Semifinal | Semifinal |             |            | Final      | Final         | Final |
|  |             |                     |               |               |               |               |           |           |             |            |            |               |       |
|  | B1          | Nigeria U23         | 2             |               |               |               |           |           |             |            |            |               |       |
|  | A2          | Elfenbenskusten U23 | 0             |               |               |               |           |           |             |            |            |               |       |
|  | A2          | Elfenbenskusten U23 | 0             |               | B1            | Nigeria U23   | 4         |           |             |            |            |               |       |
|  |             |                     |               |               | B1            | Nigeria U23   | 4         |           |             |            |            |               |       |
|  |             | C2                  | Belgien U23   | 1             |               |               |           |           |             |            |            |               |       |
|  | D1          | C2                  | Belgien U23   | 1             | Italien U23   | 2             |           |           |             |            |            |               |       |
|  | D1          |                     |               |               | Italien U23   | 2             |           |           |             |            |            |               |       |
|  | C2          | Belgien U23         | 3             |               |               |               |           |           |             |            |            |               |       |
|  |             |                     |               |               |               |               |           |           |             |            | B1         | Nigeria U23   | 0     |
|  |             |                     | A1            | Argentina U23 | 1             |               |           |           |             |            |            |               |       |
|  | A1          | Argentina U23       | 2             |               |               |               |           |           |             |            |            |               |       |
|  | B2          | Nederländerna U23   | 1             |               |               |               |           |           |             |            |            |               |       |
|  | B2          | Nederländerna U23   | 1             |               | A1            | Argentina U23 | 3         |           | Bronsmatch  | Bronsmatch | Bronsmatch | Bronsmatch    |       |
|  |             |                     |               |               | A1            | Argentina U23 | 3         |           | Bronsmatch  | Bronsmatch | Bronsmatch | Bronsmatch    |       |
|  |             | C1                  | Brasilien U23 | 0             |               |               |           |           |             |            |            |               |       |
|  | C1          | C1                  | Brasilien U23 | 0             | Brasilien U23 | 2             |           | C2        | Belgien U23 | 0          |            |               |       |
|  | C1          |                     |               |               | Brasilien U23 | 2             |           | C2        | Belgien U23 | 0          |            |               |       |
|  | D2          | Kamerun U23         | 0             |               |               |               |           |           |             |            | C1         | Brasilien U23 | 3     |

- Kvartsfinal

|       | 2008-08-16 | Nigeria U23                      | 2 – 0           | Elfenbenskusten U23 | Qinhuangdao Olympic Sports Center Stadium, Qinhuangdao |                                            |
| 21.00 | 21.00      | Odemwingie 44′ Obinna 82′ (str.) | (1–0) (Rapport) |                     | Publik: 28 944 Domare: Masoud Moradi, Iran             | Publik: 28 944 Domare: Masoud Moradi, Iran |
| 21.00 | 21.00      |                                  |                 |                     | Publik: 28 944 Domare: Masoud Moradi, Iran             | Publik: 28 944 Domare: Masoud Moradi, Iran |
| 21.00 | 21.00      |                                  |                 |                     | Publik: 28 944 Domare: Masoud Moradi, Iran             | Publik: 28 944 Domare: Masoud Moradi, Iran |

## Friidrott
- Huvudartikel: Friidrott vid olympiska sommarspelen 2008

Förkortningar
- Noteringar – Placeringarna avser endast löparens eget heat
- Q = Kvalificerad till nästa omgång
- q = Kvalificerade sig till nästa omgång som den snabbaste idrottaren eller, i fältgrenarna, via placering utan att uppnå kvalgränsen.
- NR = Nationellt rekord
- N/A = Omgången ingick inte i grenen
- Bye = Idrottaren behövde inte delta i denna omgång

Damer
Bana & landsväg
| Idrottare             | Gren  | Heat     | Heat      | Kvartsfinal      | Kvartsfinal      | Semifinal        | Semifinal        | Final            | Final            |
| Idrottare             | Gren  | Resultat | Placering | Resultat         | Placering        | Resultat         | Placering        | Resultat         | Placering        |
| --------------------- | ----- | -------- | --------- | ---------------- | ---------------- | ---------------- | ---------------- | ---------------- | ---------------- |
| Affoué Amandine Allou | 100 m | 11.75    | 5         | Gick inte vidare | Gick inte vidare | Gick inte vidare | Gick inte vidare | Gick inte vidare | Gick inte vidare |

## Kanotsport

### Sprint
| Kanotist            | Gren                 | Heats    | Heats     | Semifinal        | Semifinal        | Final            | Final            |
| Kanotist            | Gren                 | Tid      | Placering | Tid              | Placering        | Tid              | Placering        |
| ------------------- | -------------------- | -------- | --------- | ---------------- | ---------------- | ---------------- | ---------------- |
| Kotoua Francis Abia | Herrarnas K-1 500 m  | 2:00,716 | 7         | Gick inte vidare | Gick inte vidare | Gick inte vidare | Gick inte vidare |
| Kotoua Francis Abia | Herrarnas K-1 1000 m | 4:14,411 | 8         | Gick inte vidare | Gick inte vidare | Gick inte vidare | Gick inte vidare |

## Simning
- Huvudartikel: Simning vid olympiska sommarspelen 2008

## Taekwondo
| Idrottare       | Gren             | Åttondelsfinaler      | Kvartsfinaler        | Semifinaer           | Återkval             | Bronsmatch           | Final                | Final            |
| Idrottare       | Gren             | Motståndare Resultat  | Motståndare Resultat | Motståndare Resultat | Motståndare Resultat | Motståndare Resultat | Motståndare Resultat | Placering        |
| --------------- | ---------------- | --------------------- | -------------------- | -------------------- | -------------------- | -------------------- | -------------------- | ---------------- |
| Sebastien Konan | Herrarnas −80 kg | Sarmiento (ITA) L 1–4 | Gick inte vidare     | Gick inte vidare     | S López (USA) L 0–3  | Gick inte vidare     | Gick inte vidare     | Gick inte vidare |
| Mariam Bah      | Damernas −57 kg  | Cheong (NZL) L 0–1    | Gick inte vidare     | Gick inte vidare     | Gick inte vidare     | Gick inte vidare     | Gick inte vidare     | Gick inte vidare |